# 米科湖
53°42′12″N 11°37′38″E / 53.70333°N 11.62722°E
米科湖（德語：Mickowsee），是德國的湖泊，位於該國東北部，由梅克倫堡-前波美拉尼亞州負責管轄，處於路德維希斯盧斯特-帕爾希姆縣，長1.3公里、寬0.9公里，面積0.61平方公里，海拔高度15米，平均水深0.7米，最大水深2.1米，水體容量40萬立方米。